# Innobasque
Innobasque, la Agencia Vasca de la Innovación - Berrikuntzaren Euskal Agentzia es una organización privada sin ánimo de lucro  creada con la finalidad de ser el instrumento de coordinación e impulso del sistema vasco de ciencia, tecnología e innovación, en el País Vasco en España. Fue creada a instancias del Gobierno Vasco y forma parte del Consejo Vasco de Ciencia, Tecnología e Innovación, órgano superior de participación, asesoramiento y liderazgo de la política científica, tecnológica, de investigación y de innovación en el ámbito de la comunidad autónoma del País Vasco. Innobasque, dentro de este consejo, tiene encomendadas, entre otras, las funciones de secretaría técnica.

## Descripción
Innobasque fue constituida el 5 de julio de 2007. Su presidencia recayó en Pedro Luis Uriarte, quien fue consejero de Economía y Hacienda en el Gobierno Vasco y consejero delegado del Banco Bilbao Vizcaya Argentaria, sin que el cargo tuviese remuneración directa alguna.
La finalidad concreta de Innobasque es la de promover y desarrollar apoyos a la innovación tecnológica en la sociedad vasca y su tejido productivo, promocionando valores y actitudes que ayuden a dinamizar el desarrollo y la innovación en las empresas y organizaciones, además de difundir estos valores en la sociedad y una imagen exterior positiva en referencia a los mismos en el País Vasco.
La acción de gobierno de la que surgió esta asociación, y que tenía la finalidad de promover una segunda transformación económica (haciendo referencia a la transformación industrial como primera) se completaba con otras dos asociaciones, El Consejo Vasco de Ciencia, Tecnología e Innovación y la Fundación Ikerbasque. A este conjunto se le denominó «el Tridente Vasco de la Innovación». 
Participan en Innobasque empresas privadas, entes públicos, representantes de los empresarios y de los trabajadores, así como los agentes de Red Vasca de Ciencia, Tecnología e Innovación. La intención final es desarrollar una arquitectura que permita la colaboración ágil entre agentes públicos y privados. Tiene su sede social en el Parque Científico y Tecnológico de Vizcaya en Zamudio, cerca de Bilbao, en Vizcaya.
Entre los objetivos de la sociedad se encuentran el de servir de instrumento para el desarrollo del sistema vasco de innovación y emprendizaje, así como la promoción social de los valores del desarrollo tecnológico. Los ámbitos de actuación de Innobasque son: la innovación tecnológica, la innovación social, la internacionalización del sistema vasco de innovación, la transformación empresarial y el emprendizaje. Todo ello se soporta mediante actividades de comunicación y la adecuada gestión de proyectos.